# Antonio Ancona Albertos
Antonio Ancona Albertos (Mérida, Yucatán, México; 10 de junio de 1883-Ciudad de México, 22 de febrero de 1954) fue un escritor, periodista y político liberal mexicano. 
Su actividad principal, en la que destacó, fue el periodismo; tuvo también un significado desempeño como político, primero liberal y después socialista. Fue diputado federal en la XXVII Legislatura (1917-1918), diputado constituyente de México (1916-1917), y después gobernador interino de Yucatán (1920) y del Territorio de Quintana Roo (1926-1927). También fue tres veces senador de la república.

## Biografía
Hijo del historiador y abogado Eligio Ancona Castillo y de Manuela Albertos Zavalegui. Hermano del matemático Joaquín Ancona Albertos.

### Juventud
Fue alumno del Colegio Militar cuando su familia pensó que desarrollaría una carrera en las armas, pero su vocación de escritor y periodista le llevó por otros rumbos. Desde muy joven practicó el periodismo, primero como reportero y después como redactor. Lo impulsó grandemente en su carrera José María Pino Suárez, vicepresidente de México asesinado, de quien fue secretario particular en sus años mozos, cuando éste se desempeñó como gobernador del estado de Yucatán, en 1911.

### Tarea periodística
Usó con frecuencia el seudónimo Mónico Neck para firmar sus artículos y colaboraciones en la prensa liberal de la época. Desde temprano colaboró en un periódico antiporfirista dirigido por José María Pino Suárez, llamado El Peninsular. Colaboró después con el Diario Yucateco y con el semanario La Campana, entre otros medios que a la sazón eran prestigiados en Yucatán.
Durante el mandato de Salvador Alvarado Rubio, le fue encomendada la dirección de La Voz de la Revolución que ejerció durante un período corto. Después, en la Ciudad de México, cuando el propio Salvador Alvarado fue propietario de El Heraldo de México, Ancona Albertos actuó como su director. Más tarde, en 1931, escribió para el Diario del Sureste. A partir de 1934, desde el inicio del gobierno de Lázaro Cárdenas del Río, colaboró en el periódico El Nacional, órgano que no dejó sino hasta el final de sus días en 1954 en la Ciudad de México. Desde las páginas de ese rotativo en el que escribió cotidianamente, defendió con consistencia y lealtad los principios de la Revolución mexicana, y varias de sus columnas estuvieron dedicadas a ponderar las virtudes del movimiento social de 1910. Fue el caso, entre otras, de Diógenes y la Revolución y Del Ayer Revolucionario.

## Desempeño político
En 1913, Ancona Albertos debió vivir en el exilio, primero en La Habana, después en Texas, cuando Victoriano Huerta usurpó el poder federal en México y suprimió el Congreso. Al finalizar ese año, Antonio Ancona retornó al país por el norte y se unió al Ejército Constitucionalista a las órdenes del general Cándido Aguilar.
En 1915 estuvo de regreso en Yucatán y durante el gobierno del general Salvador Alvarado fue director de la penitenciaría. En 1916 fue cofundador del Partido Socialista Obrero con Enrique Recio, Felipe Carrillo Puerto y Héctor Victoria Aguilar.
En el mismo año de 1916, al triunfo revolucionario del constitucionalismo, fue elegido para representar a Yucatán en el Congreso Constituyente de Querétaro al que acudió en compañía de otros cuatro yucatecos: Enrique Recio Fernández, Héctor Victoria Aguilar, Manuel González Cepeda y Miguel Alonzo Romero. Fue la segunda vez que actuó como legislador federal. Después de ello fue senador de la república en tres ocasiones diferentes. En 1920 fue nombrado gobernador interino de Yucatán, siendo presidente de la República Álvaro Obregón; en ese entonces, sustituyó en la gubernatura estatal a Enrique Recio.
En 1925, ya muerto Felipe Carrillo Puerto, intentó llegar nuevamente a la gubernatura del estado de Yucatán, perdiendo la elección constitucional frente a Álvaro Torre Díaz. Después de ser gobernador del Territorio de Quintana Roo, hoy estado de Quintana Roo, en 1926, decidió emigrar de la península de Yucatán y se instaló, hasta su muerte, en la Ciudad de México.

## Obra literaria
Autor de una sola novela En el sendero de las mandrágoras. Escritor de prosa directa y clara en la que aborda problemas del momento en que vivió.